# Maurice Duprez
Pour les articles homonymes, voir Duprez.
 (juillet 2020).
Maurice Duprez, né à Calais le 15 juillet 1891 et mort le 11 avril 1943 à Passy (Haute-Savoie), est un militaire français connu pour son service dans les compagnies méharistes sahariennes.

## Biographie
Il entre au 33e régiment d'infanterie le 9 octobre 1912. Il est nommé sergent.
Au déclenchement de la Première Guerre mondiale, il rejoint son régiment sur le front belge et est blessé le 15 août 1914.
Il est nommé sous-lieutenant le 7 mars 1915.
Il est fait Chevalier de la Légion d'honneur le 18 octobre 1916, avec une citation à l'ordre de l'armée.
Fait prisonnier par les Allemands en juin 1918, il est libéré après l'armistice de novembre 1918.
Il est affecté ensuite à sa demande au 15e bataillon du 5e régiment de tirailleurs à Tataouine.
Il est ensuite affecté en 1920 à l'annexe des Ajjers avec pour base Fort Polignac (Illizi) et Djanet. Il commande un peloton de méharistes rattaché à la compagnie du Tidikelt.
Il y rencontre Brahim Ag Abadaka, am'rar (Caïd des Imrad Ajjers) et Moussa Ag Amastan, Aménokal des touaregs.
Il procède au recensement de la population Ajjer.
Le 20 décembre 1921, il est nommé Adjoint de 2e classe des Affaires Indigènes par le chef de bataillon Sigonney, commandant du Territoire des Oasis.
Le 27 décembre 1923, il est nommé adjoint de 1re classe des Affaires indigènes.
En juillet 1924, il prend le commandement de la Compagnie Saharienne de l'Annexe des Ajjers installée à Djanet dans le bordj qui porte le nom de Fort-Charlet.
Le 1er juillet 1924, cette compagnie est séparée de la Compagnie du Tidikelt.
Début 1927, il fait la jonction Djanet-Djado et reconnaît le puits de Tummo.
En décembre 1931, chargé de trouver un itinéraire accessible aux automobiles entre Djanet, In Afalehleh et Djado, il fait la liaison à Chirfha avec le groupe nomade de N'Guigmi.
Il est surnommé par les Touareg "le vieux" ou le "Capitaine Toudoux".
À la demande du Gouverneur Général de l'Algérie, il ouvre la piste entre Fort Polignac et Djanet pour une tentative de liaison par piste en autochenilles de la Tunisie au Tchad. Il est secondé dans cette tâche par le lieutenant Beauval.
Il rencontrera le prince Sixte de Bourbon-Parme lors de sa traversée d'Alger au lac Tchad.
Il devient l'animateur de raids à caractère d'exploration dont la reconnaissance de l'Oued Tafessasset.
À l'occasion d'un expédition en 1924 sur le haut plateau de Tamrit, il découvre une espèce de cyprès particulière au Tassili N'Ajjers, le "Tarout" dans le dialecte local, qu'il signale à Louis Lavauden, Inspecteur général des Eaux et Forêts, Garde général forestier en Tunisie, qui participe à l'une des premières expéditions automobiles du Sahara, la liaison Tunis-Tchad. Ce dernier rapporte les premiers
échantillons qui servent de référence à la description de cette nouvelle espèce par Mlle Aimée Camus sous le nom de Cupressus dupreziana.
Sur la demande de M. Louis Lavauden, son nom est assigné au cyprès des Ajjers (Cupressus dupreziana) ou cyprès du Tassili ou cyprès de Duprez, arbre de la famille des Cupressacées, endémique du Tassili des Ajjer (Sahara central).
En décembre 1931, il part en reconnaissance de Djado à In Afelalah et prouve l'orientation Sud-Est et Sud du Tafessasset.
En 1933, il retrouve un site acheuléen majeur, Tihodaïne, signalé en 1864 par Henri Duveyrier.
En 1934, il est muté à sa demande, en Syrie.
Le 4 octobre 1936, il revient à Ouargla, comme adjoint au Commandant Militaire du Territoire des Oasis.
En avril 1940, il devient Commandant Militaire du territoire des Oasis et Commandant du Groupe des Unités Sahariennes de l'Est.
Il meurt le 11 avril 1943 des suites de la tuberculose au sanatorium Martel de Janville en Haute-Savoie.

## Sources
- Jacques Bidault, Un saharien, Maurice Duprez, Paris, Imprimerie Puyfourcat, 4e trimestre 1964
- Revue de géographie physique et de géologie dynamique: bulletin du Laboratoire de géographie physique de la Faculté des sciences de l'Université de Paris
- L'Afrique française: bulletin mensuel du Comité l'Afrique..., Volume 37
- Bulletin de la Société préhistorique française, Volume 32
- Bulletin de la Société de Géographie, Volume 36
- Raid Afrique Jacques Wolgensinger 1974
- Les méharistes français à la conquête du Sahara: 1900-1930 Daniel Grévoz
- Conrad Kilian, explorateur souverain Euloge Boissonnade 1971
- Travaux, Volume 1, Numéro 9 Université de Toulouse. Laboratoire Forestier
- Comptes rendus des séances de l'Académie d'Agriculture de France, Volume 71 Académie d'agriculture de France
- La Géographie, Volume 45 Société de géographie 1926
- Missions Berliet Ténéré-Tchad, 9 novembre 1959- 7 janvier 1960, 23 oct. 1960 Henri J. Hugot
- Le Tassili des Ajjer: aux sources de l'Afrique, 50 siècles avant les pyramides Malika Hachid 1998
- Revue africaine: journal des travaux de la Société historique..., Volume 68 Société historique algérienne 1927
- Revue forestière française, Volume 7 École nationale du génie rural, des eaux et des forêts 1955
- Préhistoire du Sahara et de ses abords, Volume 1 Ginette Aumassip, Yasmina Chaid-Saoudi
- Du golfe des Syrtes au golfe du Benin par le lac Tchad: journal de marche de la mission Tunis-Tchad, dirigée par le lieutenant-colonel Courtot Monchamp 1926
- Génétique et amélioration des arbres forestiers Alphonse Nanson 2004
- Le Sahara français, Volume 2 Jean Charbonneau 1955
- Les français au Sahara Capitaine Lehuraux Editions Les territoires du Sud Alger
- L'armée d'Afrique D'Alger au lac Tchad, la mission de SAR le Prince Sixte de Bourbon ; Reconnaissance du ténéré par In Afelaleh No 57, juillet-août 1929